# Oglasa lunifera
Oglasa lunifera là một loài bướm đêm trong họ Noctuidae.